# Idioma aquitano
El idioma aquitano fue un idioma hablado a ambos lados de los Pirineos, en un territorio entre el río Garona y la sierra de la Demanda, considerado un antecesor del moderno euskera. Probablemente se extinguió en la Alta Edad Media.
Está testimoniado entre los siglos I-III d. C. y se encontraba en contacto lingüístico con el latín. Este hecho se refleja en que muchos de los préstamos latinos en euskera moderno muestran signos de haber sufrido los mismos cambios fonéticos que las palabras patrimoniales del euskera, lo cual revela que esos préstamos latinos se dieron en época muy antigua. No se conservan textos enteros largos, aunque sí inscripciones epigráficas que contienen además unos 400 antropónimos y 70 teónimos, muchos de ellos transparentemente interpretables desde el protoeuskera.

## Aspectos históricos, sociales y culturales

### Historia

#### Tribus prerromanas
Según los historiadores romanos Estrabón, Plinio el Viejo, Pomponio Mela, Lucio Floro o Silio Itálico, la zona en la que se han encontrado restos del idioma aquitano estaba habitada en tiempos prerromanos por diversas tribus cuyo idioma y filiación son desconocidos.[cita requerida] La distribución de Ptolomeo, la más completa, era la siguiente:[cita requerida]
- Aquitanos, grupo de alrededor de 20 tribus (según Estrabón) que estaban entre el río Garona y los Pirineos.
- Vascones, que ocupaban lo que hoy es Navarra, noroeste de Aragón y noreste de La Rioja.
- Jacetanos, establecidos al este de los vascones hasta Lérida y Huesca.
- Autrigones, establecidos entre el río Asón y el río Nervión, aún la mayoría de las fuentes los consideran celtas.
- Caristios, establecidos entre el río Nervión y el río Deva en la actual Guipúzcoa, aún varias fuentes los consideran celtas.
- Várdulos, que ocupaban la actual Guipúzcoa a excepción del valle del Deva y del Bidasoa, aún la mayoría de las fuentes los consideran celtas.
- Berones, establecidos entre Soria, La Rioja, Álava y sur de la actual Navarra, entre los aquitanos y celtas.

La mayor parte de los restos epigráficos aquitanos se han encontrado en la zona de las tribus aquitanas (curso superior del río Garona), en zona vascona (actual Navarra) y en zona berona (actuales La Rioja y Soria).

#### Origen del aquitano
El aquitano histórico sería sucesor o descendiente directo del protoeuskera, reconstrucción deductiva realizada por Mitxelena del euskera desde la llegada de los celtas hasta el primer contacto con el latín. En muchos casos los testimonios del aquitano igualan a los del protoeuskera, por lo que las diferencias entre el protoeuskera y el aquitano parecen menores que las existentes entre protoeuskera y euskera moderno. Acerca del parentesco y origen del vasco-aquitano se han planteado las hipótesis:
- Origen autóctono: Indica que el euskera se habría desarrollado desde muy antiguo por pueblos asentados durante el paleolítico superior en lo que actualmente es el suroeste de Francia y norte de la península ibérica. La evidencia disponible es que, en tiempos romanos, los habitantes de la zona comprendida entre el río Garona al norte y la sierra de la Demanda al sur hablaban una lengua que parece ser claramente un antecesor del moderno euskera, lengua que se denominó aquitano. Los primeros restos de nombres aquitanos aparecieron al norte de los Pirineos, en Aquitania; sin embargo, posteriormente han aparecido abundantes restos en zonas de Navarra, La Rioja y Soria.[4][3]

- Vasco-iberismo: Esta teoría está relacionada con el llamado vasco-iberismo, que ve en el íbero una lengua emparentada con el vasco, teoría popularizada por Humboldt (1913, 1914-17).

- Parentesco con el bereber: Esta teoría indica que el euskera habría llegado del norte de África. Se comparan algunas formas léxicas con el bereber y el guanche, que es claramente otra lengua bereber. Más recientemente Murakovsky (1969, 1981), especialista en lenguas africanas, ha tratado de aportar nueva evidencia, aunque Trask analiza estos trabajos y señala notorios errores (considera erróneamente préstamos latinos al euskera potenciales cognados anteriores a la llegada a la península ibérica del latín), distorsiones (palabras vascas mal transcritas o deficientemente segmentadas). Sin embargo, se han encontrado algunas formas que indican que pudo existir contacto lingüístico entre el euskera y el bereber, aunque definitivamente no un origen común.

- Parentesco con las lenguas caucásicas: Esta hipótesis plantea que el euskera estaría emparentado con las lenguas del Cáucaso. Schuchardt (1913) fue el primero en citar algunos paralelos con las lenguas caucásicas. Uno de los investigadores más activos en esta hipótesis fue el alemán Karl Bouda (1948, 1949, 1951, 1952). Esta conexión es poco convincente y se compara,, por ejemplo, la marca de plural de algunos pronombres en vasco -tzu con el sufijo plural del abkhaz -cʷa, el vasco haragi -'carne'- con el circasiano lə, vasco etxe con el lak ča 'cabaña', y una serie de propuestas poco o nada convincentes. Sin embargo, los primeros intentos de relacionar vasco y lenguas caucásicas ignoran por completo la fonología del euskera arcaico y comparan directamente el euskera moderno (incluyendo palabras que de hecho son préstamos latinos o romances) con lenguas caucásicas. Por otra parte, la existencia de construcciones ergativas en caucásico y vasco no es ninguna evidencia fuerte, ya que la ergatividad es un fenómeno muy extendido en todas las lenguas del mundo, y familias de lenguas claramente no relacionadas presentan también ergatividad.

- Macrofamilia dene-caucásica: Derivada de la anterior, según la cual las lenguas caucásicas pertenecerían a una macrofamilia junto con el etrusco y otras lenguas desaparecidas, formando la hipotética macrofamilia dené-caucásica. Por las mismas razones por las que la conexión caucásica es insostenible, menos lo es la conexión con el na-dené o las lenguas sinotibetanas. Las semejanzas aducidas son pocas, contienen errores de transcripción, segmentaciones arbitrarias de palabras, parecen desconocer en gran modo las formas antiguas del euskera, etc.[5]

Trask contiene una revisión crítica de los parentescos entre el vasco-aquitano con otras lenguas de Europa y África. Ninguna de las propuestas supera los test de encontrar un número suficiente de cognados léxicos que contengan correspondencias fonéticas regulares que permitan asegurar que exista un parentesco filogenético probado.

#### Fuentes del aquitano

Localización de los rastros de nombres aquitanos en estelas funerarias de la época del Imperio Romano

### Extensión geográfica

Algunos rastros geográficos del euskera.

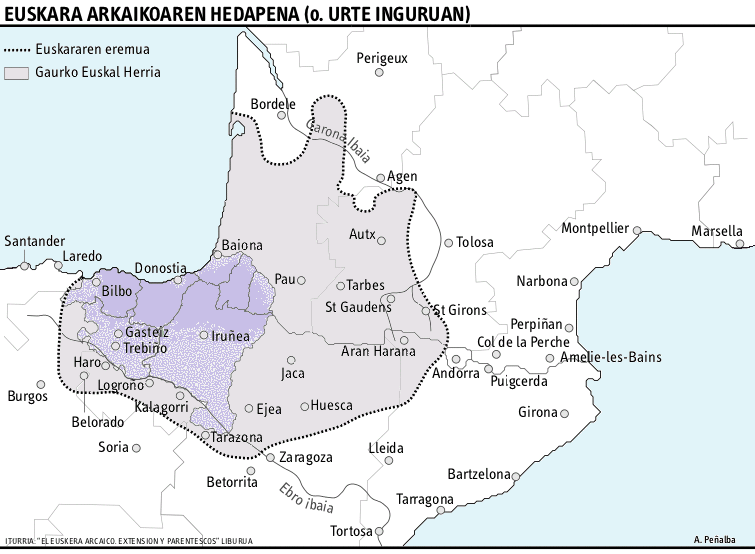
Extensión hipotética del euskera arcaico en el, según Luis Núñez Astrain.

#### Extensión

En negrita se muestran los pueblos probablemente preindoeuropeos que podrían haber hablado euskera arcaico u otras lenguas posiblemente emparentadas con ésta durante el.